# 西塞山区
西塞山区（せいさいざん-く）は中華人民共和国湖北省黄石市に位置する市轄区。

## 行政区画
- 街道:章山街道、八泉街道、澄月街道、牧羊湖街道、黄思湾街道